# 2020年東京オリンピックの体操競技
2020年東京オリンピックの体操競技（2020ねんとうきょうオリンピックのたいそうきょうぎ）は国際体操連盟（FIG）管轄の下で2021年7月から8月に有明体操競技場で開催された2020年東京オリンピックの体操競技である。体操競技、新体操、トランポリンを実施する。

## 概要
今大会の体操では前回リオ大会同様の種目で実施される。体操競技団体は前回リオ大会まで5人まで出場が認められていたが今大会では4人に減らされた。出場権は世界選手権（体操競技、新体操、トランポリン）や各大陸選手権、ワールドカップシリーズ（体操競技、新体操、トランポリン）などの主要大会のポイント上位に与えられる。
なお今大会の器具はセノー他、日独仏社製の器具を使用する。

## 出場選手

### 体操競技
男女98名ずつの選手が出場する。1カ国からは男女6名ずつまで出場できる。
- 団体　男女12カ国から4名ずつ[5][6]。団体に出場する選手は個人にも出場する。

1. 2018年世界体操競技選手権の団体（男子、女子）の上位3カ国から4名ずつ
2. 1.の3カ国を除く2019年世界体操競技選手権の団体（男子、女子）の上位9カ国から4名ずつ

- 個人　個人のみに出場する選手は男女50名ずつ（団体の出場国からは2名まで、それ以外の国からは6名まで）
種目別の成績により選出された選手も、本大会では全ての個人種目に出場できる。
  1. 2019年世界体操競技選手権の個人総合の上位選手（男子[10][11]：12選手、女子[12][13]：20選手）
団体の出場国の選手を除く。1カ国からは1名まで。
  2. 2019年世界体操競技選手権の種目別の上位選手（男子：3選手×6種目、女子：3選手×4種目）
各種目8位以内の選手が対象。団体の出場国の選手と上記1.で選出された選手を除く。1選手が複数の種目の出場枠を得ることはできない。1カ国からは全種目を通じて3名まで。
  3. 2018年11月〜2021年6月のワールドカップシリーズ（種目別）の上位選手（男子：1選手×6種目、女子：1選手×4種目）
団体の出場枠を得た大会で団体競技に出場した選手、上記1.と2.で選出された選手を除く。1カ国からは1名まで。
この基準で選出された選手が本大会の団体に出場する場合は、この基準による出場枠を失い、次点の選手が出場枠を得る。
  4. 2020年3月〜2021年6月のワールドカップシリーズ（個人総合）の上位3カ国から1名ずつ
2019年世界体操競技選手権の団体の上位12カ国が対象。
2021年に予定されていたシュトゥットガルト、バーミンガムの両大会が中止となったことにより、オリンピック予選として不成立となったため、FIGは2019年世界選手権の団体（男子、女子）の上位3カ国に1名ずつの出場枠を与えることを発表した[14][15]。
  5. 2020年の大陸選手権の個人総合の上位選手・またはその選手が属する国の選手（アフリカ・アメリカ大陸・アジア・ヨーロッパ：2枠、オセアニア：1枠）
団体の出場枠を得た大会で団体競技に出場した選手、既に団体と合わせて6名分の出場枠を得ている国の選手を除く。1カ国からは1枠まで。
対象の選手が、団体の出場国の選手ではない場合はその選手、団体の出場国の選手である場合はその選手が属する国から1名が出場枠を得る。
  6. 開催国枠（予選で出場枠を獲得できなかった場合のみ。日本は男女いずれも団体の出場枠を獲得したため、適用されない。）と招待枠（1名ずつ）
  7. いずれかの基準で出場枠に空きが生じた場合は、2019年世界体操競技選手権の個人総合の成績上位者に再配分される。

日本は2018年世界選手権（ドーハ）の男子団体（萱、白井、田中、谷川、内村）が3位、2019年世界選手権（シュトゥットガルト）の女子団体（畠田、梶田、松村、杉原、寺本）が11位の成績をそれぞれ収めたため、男女いずれも団体の出場権を獲得した。また、個人枠として4.の条件で男子1枠を得たほか、3.の条件で亀山耕平（あん馬）と芦川うらら（平均台）が出場権を獲得した。日本体操協会は男子団体の代表選手として橋本大輝、萱和磨　、谷川航、北園丈琉の4名と男子個人枠の代表選手として内村航平を選出した。また、女子団体の代表選手には村上茉愛、畠田瞳、平岩優奈、杉原愛子の4名が選出された。

### 新体操
団体70名、個人26名、計96名の女性選手が出場する。
- 団体　女子のみ14か国から5名ずつ[5][7]
  1. 2018年世界新体操選手権の団体総合の上位3カ国から5名ずつ
  2. 1.の3カ国を除く2019年世界新体操選手権の団体総合の上位5カ国から5名ずつ
  3. 2020年の大陸選手権の団体総合の上位1カ国から5名ずつ（アフリカ・アメリカ大陸・アジア・ヨーロッパ・オセアニア）
  4. 開催国枠（予選で団体の出場枠を獲得できなかった場合のみ。日本は世界選手権で出場枠を獲得したため、適用されない。）
  5. いずれかの基準で出場枠に空きが生じた場合は、2019年世界新体操選手権の団体総合の成績上位国に再配分される。
- 個人　女子のみ26名（1カ国からは2名まで）
  1. 2019年世界新体操選手権の個人総合の上位16選手が属する国から1名ずつ
1カ国からは2名まで。（元々、世界選手権の決勝には1カ国2名までしか出場できない。）
  2. 2020年10月〜2021年6月のワールドカップシリーズ（個人総合）の上位3選手
上記1.で2名の出場枠を得ている国の選手を除く。1カ国からは1名まで。
対象の選手が、上記1.で1名の出場枠を得ている国の選手の場合は、その選手が属する国から1名が出場枠を得る。
  3. 2020年の大陸選手権の個人総合の上位1選手（アフリカ・アメリカ大陸・アジア・ヨーロッパ・オセアニア）
上記1.と2.で出場枠を得ている国の選手を除く。
  4. 開催国枠（予選で個人の出場枠を獲得できなかった場合のみ。日本は世界選手権で出場枠を獲得したため、適用されない。）と招待枠（1名ずつ）
  5. いずれかの基準で出場枠に空きが生じた場合は、2019年世界新体操選手権の個人総合の成績上位者に再配分される。

日本は2019年世界選手権（バクー）の女子団体（松原、熨斗谷、杉本、横田、鈴木、竹中）が2位の成績を収め、自力で団体の出場権を獲得した。また、個人総合では皆川夏穂が13位となり1.の条件による個人戦の出場枠を確保したほか、2.の条件でも大岩千未来が出場枠を獲得したため2名の選手が出場する。2021年7月、日本体操協会は団体の代表選手として杉本早裕吏、竹中七海、横田葵子、熨斗谷さくら、鈴木歩佳の5名を発表した。また、個人の代表選手には代表選考会の結果、喜田純鈴、大岩千未来の2名に決まった。

### トランポリン
- 個人　男女16名ずつ（1カ国からは男女2名ずつまで）[5][8]
  1. 2019年世界トランポリン競技選手権[21][22]の8位までの選手が属する国から1名ずつ
1カ国からは1名まで。
  2. 2020年の大陸選手権の1位の選手が属する国から1名ずつ（アフリカ・アメリカ大陸・アジア・ヨーロッパ・オセアニア）
上記1.で出場枠を得ている国を除く。
  3. 2019-2020ワールドカップシリーズの上位選手が属する国から1名ずつ（上記1.と2.と合わせて14名となるまで選考する。）
1カ国からは1名まで。上記1.で出場枠を得た国のうち、最大4カ国まで2枠目を得ることができる。
  4. 開催国枠（予選で個人の出場枠を獲得できなかった場合のみ。日本は男女いずれも世界選手権で出場枠を獲得したため、適用されない。）と招待枠（男女いずれか1名）
  5. 上記4.で出場枠に空きが生じた場合は、2019年世界トランポリン競技選手権の成績上位者[23][24]に再配分される。

日本からは2019年世界選手権（有明）にて森ひかるが優勝、堺亮介が5位となり出場枠を獲得し、いずれも代表にも内定したほか、3.の条件でも宇山芽紅、岸大貴が男女1名ずつの出場枠を獲得し、日本体操協会の選考基準により、それぞれ代表選手に内定した。

## 競技日程

### 体操競技
| 予 | 予選 | 決 | 決勝 | Ex | エキシビション |

| 種目＼日時               | 7月24日 | 7月25日 | 7月26日 | 7月27日 | 7月28日 | 7月29日 | 7月30日 | 7月31日 | 8月1日 | 8月2日 | 8月3日 | 8月4日 |
| 男子団体                 | 予      |         | 決      |         |         |         |         |         |        |        |        |        |
| 男子個人総合             | 予      |         |         |         | 決      |         |         |         |        |        |        |        |
| 男子ゆか                 | 予      |         |         |         |         |         |         |         | 決     |        |        |        |
| 男子跳馬                 | 予      |         |         |         |         |         |         |         |        | 決     |        |        |
| 男子平行棒               | 予      |         |         |         |         |         |         |         |        |        | 決     |        |
| 男子鉄棒                 | 予      |         |         |         |         |         |         |         |        |        | 決     |        |
| 男子あん馬               | 予      |         |         |         |         |         |         |         | 決     |        |        |        |
| 男子つり輪               | 予      |         |         |         |         |         |         |         |        | 決     |        |        |
| 女子団体                 |         | 予      |         | 決      |         |         |         |         |        |        |        |        |
| 女子個人総合             |         | 予      |         |         |         | 決      |         |         |        |        |        |        |
| 女子ゆか                 |         | 予      |         |         |         |         |         |         |        | 決     |        |        |
| 女子跳馬                 |         | 予      |         |         |         |         |         |         | 決     |        |        |        |
| 女子段違い平行棒         |         | 予      |         |         |         |         |         |         | 決     |        |        |        |
| 女子平均台               |         | 予      |         |         |         |         |         |         |        |        | 決     |        |
| ガーラ（エキシビション） |         |         |         |         |         |         |         |         |        |        |        | Ex     |

### 新体操
| 予 | 予選 | 決 | 決勝 |

| 種目＼日時 | 8月6日 | 8月7日 | 8月8日 |
| 女子団体   |        | 予     | 決     |
| 女子個人   | 予     | 決     |        |

### トランポリン
| 予 | 予選 | 決 | 決勝 |

| 種目＼日時 | 7月30日 | 7月30日 | 7月31日 | 7月31日 |
| 男子個人   |         |         | 予      | 決      |
| 女子個人   | 予      | 決      |         |         |

## 参加国
- アルバニア (1)
- アルゼンチン (1)
- アルメニア (1)
- オーストラリア (11)
- オーストリア (1)
- アゼルバイジャン (8)
- ベラルーシ (11)
- ベルギー (4)
- ブラジル (12)
- ブルガリア (8)
- カナダ (7)
- カーボベルデ (1)
- ケイマン諸島 (1)
- チリ (2)
- 中国 (21)
- コロンビア (1)
- コスタリカ (1)
- キューバ (1)
- キプロス (1)
- チェコ (1)
- エジプト (11)
- フランス (9)
- ジョージア (1)
- ドイツ (8)
- イギリス (10)
- ギリシャ (1)
- 香港 (1)
- ハンガリー (2)
- インド (1)
- アイルランド (2)
- イスラエル (10)
- イタリア (14)
- ジャマイカ (1)
- 日本 (22)
- カザフスタン (2)
- リトアニア (1)
- マレーシア (2)
- メキシコ (4)
- オランダ (6)
- ニュージーランド (3)
- ナイジェリア (1)
- ノルウェー (2)
- ペルー (1)
- フィリピン (1)
- ポーランド (1)
- ポルトガル (2)
- ルーマニア (3)
- ロシア (23)
- シンガポール (1)
- スロバキア (1)
- スロベニア (1)
- 南アフリカ (2)
- 韓国 (7)
- スペイン (9)
- スリランカ (1)
- スウェーデン (2)
- スイス (5)
- チャイニーズタイペイ (5)
- トルコ (5)
- ウクライナ (13)
- アメリカ合衆国 (20)
- ウズベキスタン (8)
- ベトナム (2)

## 競技形式

### 体操競技
最初に全種目共通の予選を行い、団体総合では上位8カ国、個人総合では上位24名、種目別では上位8名が決勝に進出する。ただし、個人総合と種目別では1カ国からは2名までしか決勝には出場できない。団体総合では最大4名が演技を行い、上位3名の成績を合算する。種目別跳馬の決勝に出場を希望する選手は予選でも2回演技を行い、その平均点により決勝進出者が決定する。なお、2回演技を行った場合も、団体総合と個人総合の予選としては1回目の成績のみがカウントされる。団体総合、個人総合の成績が並んだ場合は、最も成績の悪い種目を除いた成績により優劣が決定される。種目別の成績が並んだ場合は、Eスコアの高い選手が上位となる。（2回演技を行う跳馬のみ、2回のうち良い方の成績の優劣が優先される）

### 新体操
5人が同時に演技する団体は5ボール、3フープ＋2クラブの2種目、個人総合はフープ、ボール、クラブ、リボンの4種目が行われる。予選の上位8カ国（団体）、上位10名（個人総合）が決勝に進出する。

### トランポリン
予選では2回ずつ演技を行い、合計得点上位8名が決勝に進出する。決勝では1回ずつ演技を行う。

## 競技結果

### 体操競技

#### 男子
| 種目          | 金                                                                                                | 金      | 銀                                         | 銀      | 銅                                          | 銅      |
| ------------- | ------------------------------------------------------------------------------------------------- | ------- | ------------------------------------------ | ------- | ------------------------------------------- | ------- |
| 団体総合 詳細 | ROC (ROC) デニス・アブリャジン ダビド・ベリャフスキー アルトゥル・ダラロヤン ニキータ・ナゴルニー | 262.500 | 日本 (JPN) 橋本大輝 萱和磨 北園丈琉 谷川航 | 262.397 | 中国 (CHN) 林超攀 孫煒 鄒敬園 肖若騰        | 261.894 |
| 個人総合 詳細 | 橋本大輝 日本 (JPN)                                                                               | 88.465  | 肖若騰 中国 (CHN)                          | 88.065  | ニキータ・ナゴルニー ROC (ROC)              | 88.031  |
| ゆか詳細      | アルチョム・ドルゴピャト イスラエル (ISR)                                                         | 14.933  | ライデルレイ・サパタ スペイン (ESP)        | 14.933  | 肖若騰 中国 (CHN)                           | 14.766  |
| あん馬詳細    | マックス・ウィットロック イギリス (GBR)                                                           | 15.583  | 李智凱 チャイニーズタイペイ (TPE)          | 15.400  | 萱和磨 日本 (JPN)                           | 14.900  |
| つり輪詳細    | 劉洋 中国 (CHN)                                                                                   | 15.500  | 尤浩 中国 (CHN)                            | 15.300  | エレフテリオス・ペトルニアス ギリシャ (GRE) | 15.200  |
| 跳馬詳細      | シン・ジェファン 韓国 (KOR)                                                                       | 14.783  | デニス・アブリャジン ROC (ROC)             | 14.783  | アルトゥル・ダフチャン アルメニア (ARM)     | 14.733  |
| 平行棒詳細    | 鄒敬園 中国 (CHN)                                                                                 | 16.233  | ルーカス・ダウザー ドイツ (GER)            | 15.700  | フェルハト・アルジャン トルコ (TUR)         | 15.633  |
| 鉄棒詳細      | 橋本大輝 日本 (JPN)                                                                               | 15.066  | ティン・スルビッチ クロアチア (CRO)        | 14.900  | ニキータ・ナゴルニー ROC (ROC)              | 14.533  |

#### 女子
| 種目             | 金                                                                                                  | 金      | 銀                                                                                                 | 銀      | 銅                                                                                               | 銅      |
| ---------------- | --------------------------------------------------------------------------------------------------- | ------- | -------------------------------------------------------------------------------------------------- | ------- | ------------------------------------------------------------------------------------------------ | ------- |
| 団体総合詳細     | ROC (ROC) リリア・アハイモワ ビクトリア・リストゥノワ アンゲリナ・メリニコワ ウラジスラワ・ウラゾワ | 169.528 | アメリカ合衆国 (USA) シモーン・バイルス ジョーダン・チャイルズ スニーサ・リー グレイス・マッカラム | 166.096 | イギリス (GBR) ジェニファー・ガディロワ ジェシカ・ガディロワ アリス・キンセラ アメリー・モーガン | 164.096 |
| 個人総合詳細     | スニーサ・リー アメリカ合衆国 (USA)                                                                 | 57.433  | レベカ・アンドラデ ブラジル (BRA)                                                                  | 57.298  | アンゲリナ・メリニコワ ROC (ROC)                                                                 | 57.199  |
| 跳馬詳細         | レベカ・アンドラデ ブラジル (BRA)                                                                   | 15.083  | ミカイラ・スキナー アメリカ合衆国 (USA)                                                            | 14.916  | ヨ・ソジョン 韓国 (KOR)                                                                          | 14.733  |
| 段違い平行棒詳細 | ニナ・デルワール ベルギー (BEL)                                                                     | 15.200  | アナスタシア・イリヤンコワ ROC (ROC)                                                               | 14.833  | スニーサ・リー アメリカ合衆国 (USA)                                                              | 14.500  |
| 平均台詳細       | 管晨辰 中国 (CHN)                                                                                   | 14.633  | 唐茜靖 中国 (CHN)                                                                                  | 14.233  | シモーン・バイルス アメリカ合衆国 (USA)                                                          | 14.000  |
| ゆか詳細         | ジェイド・キャリー アメリカ合衆国 (USA)                                                             | 14.366  | バネッサ・フェラーリ イタリア (ITA)                                                                | 14.200  | 村上茉愛 日本 (JPN)                                                                              | 14.166  |
| ゆか詳細         | ジェイド・キャリー アメリカ合衆国 (USA)                                                             | 14.366  | バネッサ・フェラーリ イタリア (ITA)                                                                | 14.200  | アンゲリナ・メリニコワ ROC (ROC)                                                                 | 14.166  |

### 新体操
| 種目         | 金 | 金      | 銀 | 銀      | 銅 | 銅      |
| ------------ | --- | ------- | --- | ------- | --- | ------- |
| 団体詳細     | ブルガリア (BUL) シモナ・ジャンコバ ステファニ・キリャコバ マドレン・ラドゥカノバ ラウラ・トライツ エリカ・ザフィロバ | 92.100  | ROC (ROC) アナスタシア・ブリズニュク アナスタシア・マクシモワ アンゲリナ・シカトワ アナスタシア・タタレワ アリーサ・チシチェンコ | 90.700  | イタリア (ITA) マルティーナ・チェントファンティ アニェセ・ドゥランティ アレッシア・マウレーリ ダニエラ・モグレアン マルティーナ・サンタンドレア | 87.700  |
| 個人総合詳細 | リノイ・アシュラム イスラエル (ISR)                                                                                   | 107.800 | ジーナ・アベリーナ ROC (ROC) | 107.650 | アリーナ・ハルナスコ ベラルーシ (BLR) | 102.700 |

### トランポリン
| 種目         | 金                                      | 金     | 銀                | 銀     | 銅                                          | 銅     |
| ------------ | --------------------------------------- | ------ | ----------------- | ------ | ------------------------------------------- | ------ |
| 男子個人詳細 | イワン・リトビノビッチ ベラルーシ (BLR) | 61.715 | 董棟 中国 (CHN)   | 61.235 | ディラン・シュミット ニュージーランド (NZL) | 60.675 |
| 女子個人詳細 | 朱雪瑩 中国 (CHN)                       | 56.635 | 劉霊玲 中国 (CHN) | 56.350 | ブライオニー・ページ イギリス (GBR)         | 55.735 |

## 国・地域別のメダル獲得数
| 順   | 国・地域                   | 金 | 銀 | 銅 | 計 |
| ---- | -------------------------- | -- | -- | -- | -- |
| 1    | 中国 (CHN)                 | 4  | 5  | 2  | 11 |
| 2    | ROC (ROC)                  | 2  | 4  | 4  | 10 |
| 3    | アメリカ合衆国 (USA)       | 2  | 2  | 2  | 6  |
| 4    | 日本 (JPN)（開催国）       | 2  | 1  | 2  | 5  |
| 5    | イスラエル (ISR)           | 2  | 0  | 0  | 2  |
| 6    | ブラジル (BRA)             | 1  | 1  | 0  | 2  |
| 7    | イギリス (GBR)             | 1  | 0  | 2  | 3  |
| 8    | ベラルーシ (BLR)           | 1  | 0  | 1  | 2  |
| 8    | 韓国 (KOR)                 | 1  | 0  | 1  | 2  |
| 10   | ベルギー (BEL)             | 1  | 0  | 0  | 1  |
| 10   | ブルガリア (BUL)           | 1  | 0  | 0  | 1  |
| 12   | イタリア (ITA)             | 0  | 1  | 1  | 2  |
| 13   | クロアチア (CRO)           | 0  | 1  | 0  | 1  |
| 13   | スペイン (ESP)             | 0  | 1  | 0  | 1  |
| 13   | ドイツ (GER)               | 0  | 1  | 0  | 1  |
| 13   | チャイニーズタイペイ (TPE) | 0  | 1  | 0  | 1  |
| 17   | アルメニア (ARM)           | 0  | 0  | 1  | 1  |
| 17   | ギリシャ (GRE)             | 0  | 0  | 1  | 1  |
| 17   | ニュージーランド (NZL)     | 0  | 0  | 1  | 1  |
| 17   | トルコ (TUR)               | 0  | 0  | 1  | 1  |
| 合計 | 合計                       | 18 | 18 | 19 | 55 |

## 備考
- 東京都では新型コロナ感染拡大による緊急事態宣言が行われていたため、全ての競技が無観客で行われた。